# Czarne Piątkowo
Czarne Piątkowo – wieś w Polsce położona w województwie wielkopolskim, w powiecie średzkim, w gminie Środa Wielkopolska.

## Historia
W latach 1975–1998 miejscowość administracyjnie należała do województwa poznańskiego.

## Zabytki
Do rejestru zabytków wpisane są: szkoła murowana z czwartej ćwierci XIX wieku oraz zagroda nr 13 (dom z 1913 i obora z 1910). 